# Região Geográfica Intermediária de Araguaína
A Região Geográfica Intermediária de Araguaína é uma das três regiões intermediárias do estado brasileiro do Tocantins e uma das 134 regiões intermediárias do Brasil, criadas pelo Instituto Brasileiro de Geografia e Estatística (IBGE) em 2017. É composta por 65 municípios, distribuídos em cinco regiões geográficas imediatas.
Sua população total estimada pelo Instituto Brasileiro de Geografia e Estatística (IBGE) para 1º de julho de 2018 é de 669 337 habitantes, distribuídos em uma área total de 80 060,731 km².
Araguaína é o município mais populoso da região intermediária, com 177 517 habitantes, de acordo com estimativas de 2018 do Instituto Brasileiro de Geografia e Estatística (IBGE).

## Regiões geográficas imediatas
| Região geográfica imediata                         | Municípios | População Estimativa 2018 | População Censo IBGE 2022 | Área (km²) |
| -------------------------------------------------- | --- | ------------------------- | ------------------------- | ---------- |
| Região Geográfica Imediata de Araguaína            | Ananás Angico Aragominas Araguaína Araguanã Arapoema Babaçulândia Barra do Ouro Campos Lindos Carmolândia Darcinópolis Filadélfia Goiatins Muricilândia Nova Olinda Pau-d'Arco Piraquê Riachinho Santa Fé do Araguaia Wanderlândia Xambioá | 322 450                   | 301 108                   | 36 353,567 |
| Região Geográfica Imediata de Araguatins           | Araguatins Augustinópolis Axixá do Tocantins Buriti do Tocantins Carrasco Bonito Esperantina Itaguatins Praia Norte Sampaio São Bento do Tocantins São Miguel do Tocantins São Sebastião do Tocantins Sítio Novo do Tocantins              | 139 302                   | 133 075                   | 7 486,649  |
| Região Geográfica Imediata de Guaraí               | Bom Jesus do Tocantins Centenário Colméia Couto de Magalhães Fortaleza do Tabocão Goianorte Guaraí Itaporã do Tocantins Pedro Afonso Pequizeiro Presidente Kennedy Recursolândia Santa Maria do Tocantins Tupirama                         | 89 263                    | 85 846                    | 19 858,012 |
| Região Geográfica Imediata de Colinas do Tocantins | Bandeirantes do Tocantins Bernardo Sayão Brasilândia do Tocantins Colinas do Tocantins Itacajá Itapiratins Juarina Palmeirante Tupiratins                                                                                                  | 67 068                    | 63 154                    | 12 266,540 |
| Região Geográfica Imediata de Tocantinópolis       | Aguiarnópolis Cachoeirinha Luzinópolis Maurilândia do Tocantins Nazaré Palmeiras do Tocantins Santa Terezinha do Tocantins Tocantinópolis                                                                                                  | 51 254                    | 46 684                    | 4 095,963  |
| Total                                              | 65 | 669 337                   | 629 867                   | 80 060,731 |